# Zbrodnie w Ledochówce
Zbrodnie w Ledochówce – zbrodnie na polskich mieszkańcach wsi Ledochówka dokonane przez oddział UPA oraz niezrzeszonych Ukraińców zamieszkałych we wsi.
Ledochówka była wsią czeską powstałą w toku parcelacji majątku Szaława. Zamieszkiwało w niej na stałe również 25 osób narodowości polskiej.
Pierwszy przypadek ataku na Polaków ze strony Ukraińców miał miejsce w marcu 1943 roku, kiedy członkowie oddziału UPA wywołali do lasu gajowego Jana Boguszewskiego, po czym zabili go, zaś zwłoki porzucili w lesie, gdzie zostały odnalezione kilkanaście dni później. 14 czerwca tego samego roku doszło do napadu na jedną z polskich rodzin, jednak nie padły ofiary śmiertelne. Z kolei 29 września 1943 na terenie Ledochówki miał miejsce mord na czteroosobowej rodzinie porwanej z kolonii Bryszcze, w czasie którego zastosowane zostały tortury. W związku z tym wydarzeniem nieliczni w Ledochówce Polacy sformowali kilkuosobową grupę samoobrony.
Według różnych wersji wspomnień, do największego napadu na wieś doszło 28 października, 29 października lub 6 listopada tego samego roku. Oddział UPA, wchodząc do wsi, podpalał polskie domy, które doszczętnie spłonęły. Polacy zabarykadowali się wówczas w jednym z gospodarstw, zaś samoobrona stawiła opór przeważającym siłom napastników. O ich odparciu zdecydowała jednak odsiecz oddziału AK „Łuna” z Pańskiej Doliny. Zginęły 3 osoby narodowości polskiej.